# Björn Anseeuw
Pour les articles homonymes, voir Anseeuw.
Björn Anseeuw, né le 17 septembre 1976 à Ostende est un homme politique belge flamand, membre du N-VA.

## Fonctions politiques
- Conseiller communal à Ostende (2013-)
- Député fédéral (2019-)
- Député au Parlement flamand (2014-2019)

## Décoration
- Chevalier de l'ordre de Léopold (2024)[1]